# ماتی دیوپ
ماتی دیوپ (به انگلیسی: Mati Diop) بازیگر و کارگردان اهل فرانسه است.

## فیلمشناسی

### بازیگر
- ۳۵ پیک رام

### کارگردان
- آتلانتیک
- داهومی